# アゼルバイジャン内務省

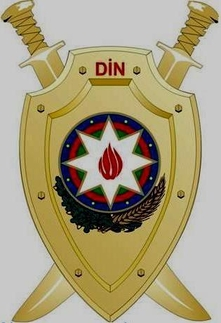
徽章

アゼルバイジャン共和国内務省（アゼルバイジャンきょうわこくないむしょう、アゼルバイジャン語: Azərbaycan Respublikası Daxili İşlər Nazirliyi、略称: DİN、英語: the Ministry of Internal Affairs of the Republic of Azerbaijan、略称: MIA）は、アゼルバイジャン共和国の内政・警察を管掌する機関。ソ連内務省時代の制度に従い、軍事組織、アゼルバイジャン国内軍を有する。

## 機構
- 官房
- 組織・監査総局
- 当直班作戦統制局
- 刑事捜索総局
- 捜査・取調総局
- 組織犯罪対策総局
- 麻薬対策総局
- 内査局
- 犯罪捜査局
- 捜査統計情報総局
- 公安総局
- 国内軍総局
- 輸送機関警察総局
- 道路警察総局
- 国家消防総局
- 警護総局
- パスポート登録局
- 駐アゼルバイジャン・インターポール国家中央局
- 人事総局
- 内部捜査局
- 人員業務局
- 国際協力局
- 捜査通信局
- 報道局
- 計画・会計局
- 補給局
- 医務局
- 警備局
- 資本建設局
- スポーツ団体
- 動員業務・民間防衛課